# Stonewall (Luisiana)
Stonewall é uma cidade  localizada no estado americano de Luisiana, na Paróquia de De Soto.

## Demografia
Segundo o censo americano de 2000, a sua população era de 1668 habitantes.
Em 2006, foi estimada uma população de 1894, um aumento de 226 (13.5%).

## Geografia
De acordo com o United States Census Bureau tem uma área de
19,3 km², dos quais 19,3 km² cobertos por terra e 0,0 km² cobertos por água. Stonewall localiza-se a aproximadamente 65 m acima do nível do mar.

## Localidades na vizinhança
O diagrama seguinte representa as localidades num raio de 24 km ao redor de Stonewall.